# Alfred Schlomann

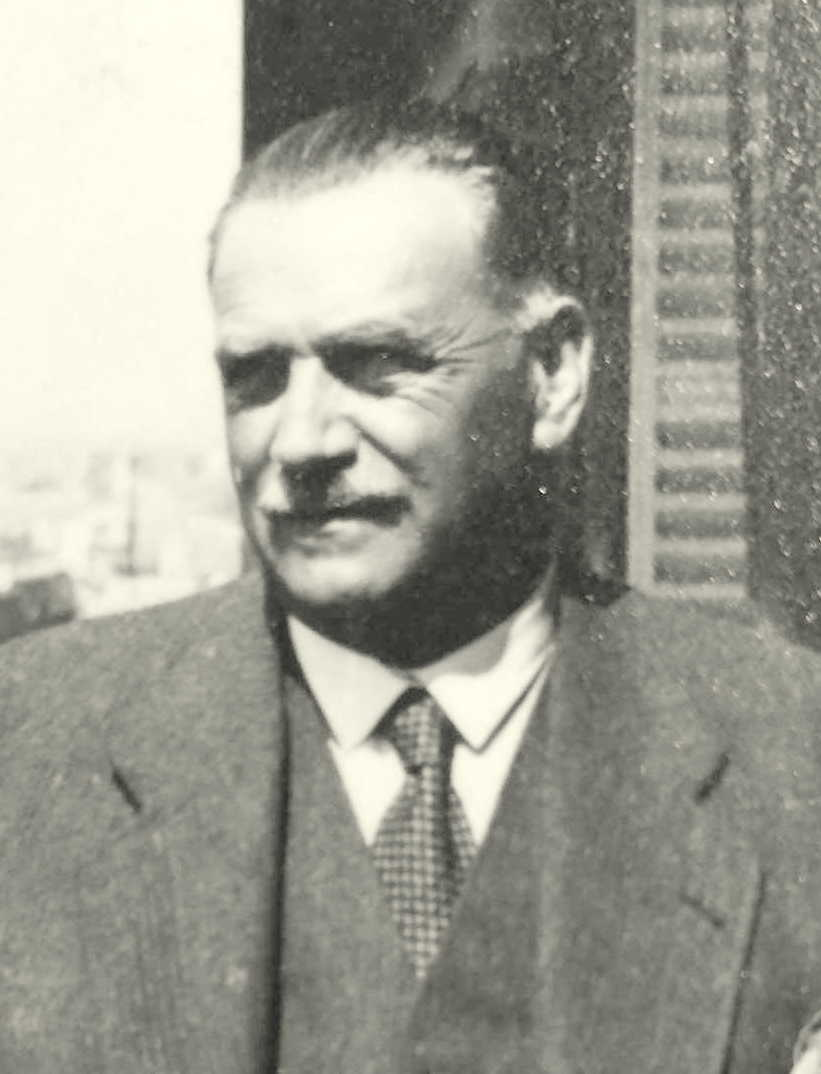
Alfred Schlomann um 1930

Alfred Frank Schlomann (* 10. August 1878 in Malchow; † 31. März 1952 in New York) war ein deutscher Ingenieur und Terminologe.

## Leben
Alfred Schlomann war der dritte Sohn des jüdischen Kaufmanns Hermann Schlomann (1839–1913) und dessen Ehefrau Friederike, geb. Philippson (1840–1913), die zusammen mit den Brüdern August und Heinrich Schlomann ein Geschäft für Tuch-, Manufaktur- und Modewaren in Malchow betrieben. Nach dem Besuch des Realgymnasiums in Bützow studierte Schlomann zunächst an der Technischen Hochschule (Berlin-)Charlottenburg, dann von Oktober 1903 bis Oktober 1904 an der Universität Rostock Physik und Cameralia, und zuletzt an der Technischen Hochschule München. Im Anschluss erhielt er eine Anstellung als Ingenieur bei einer bayerischen Maschinenfabrik. Nach dem Ersten Weltkrieg arbeitete er als beratender Ingenieur im Bayerischen Handelsministerium. 1932 führte er die Ehrendoktorwürde (als Doktor-Ingenieur Ehrenhalber / Dr.-Ing. E.h.) der Technischen Hochschule Berlin.
1937 emigrierte er mit seiner Frau und den gemeinsamen Kindern nach New York. Nach dem Zweiten Weltkrieg kehrte er noch einmal nach Deutschland zurück, um als Übersetzer an den Nürnberger Kriegsverbrecherprozessen mitzuwirken. Im Alter von 73 Jahren starb er in New York.

## Terminologe
Schlomann war Redakteur der sechssprachigen Schriftenreihe Illustrierte technische Wörterbücher (Deutsch, Englisch, Französisch, Russisch, Italienisch und Spanisch), die ab 1906 im R. Oldenbourg Verlag in 17 thematischen Bänden erschienen. Die Anordnung der technischen Fachwörter erfolgte nicht alphabetisch, sondern in Gruppen nach dem Sachzusammenhang in Verbindung mit alphabetischen Indizes nach Sprachen. Kernelement des Konzepts war daneben eine Vielzahl von technischen Zeichnungen der definierten Begriffe, so dass die „Wörterbücher“ (eigentlich Terminologien) auch für Nutzer weiterer Sprachen hilfreich waren. So wurden z. B. einige Bände ins Tschechische sowie in die Plansprachen Esperanto und Ido übersetzt. Eugen Wüster, der als Begründer der modernen Terminologiewissenschaft gilt, erwähnte Schlomann in seinem Grundlagenwerk Internationale Sprachnormung in der Technik (1931) sehr häufig und fühlte sich durch ihn stark beeinflusst.
Daneben übernahm Schlomann die Herausgabe der 1932 erschienenen vollständig revidierten 6. Auflage des dreisprachigen Technischen Wörterbuchs Deutsch / Englisch / Französisch von Egbert von Hoyer und Franz Kreuter, dessen 5. Auflage 1903 erschienen war.

## Wirtschaftsprüfung
Als Ende der 1920er Jahre das neue Berufsbild des Wirtschaftsprüfers entstand, setzte sich Schlomann in Zusammenarbeit mit dem Verband Beratender Ingenieure dafür ein, dass die diesbezügliche Tätigkeit der Ingenieure angemessene Berücksichtigung findet.

## Illustrierte technische Wörterbücher „Schlomann–Oldenbourg“
- Band 1: Die Maschinenelemente und die gebräuchlichsten Werkzeuge. 1906, 1938, 1968. (Übersetzung ins Ido 1910)
- Band 2: Elektrotechnik und Elektrochemie. 1907, 1928.
- Band 3: Dampfkessel, Dampfmaschinen, Dampfturbinen. 1908, 1942.
- Band 4: Verbrennungsmaschinen. 1908.
- Band 5: Eisenbahnbau und Eisenbahnbetrieb. 1909. (archive.org)
- Band 6: Eisenbahnmaschinenwesen. 1909. (archive.org)
- Band 7: Hebemaschinen und Transportvorrichtungen. 1910.
- Band 8: Der Eisenbeton im Hoch- und Tiefbau. 1910. (archive.org) (Übersetzung ins Esperanto Armita betono en sur- kaj subteraj konstruajhoj, 1935.)
- Band 9: Werkzeugmaschinen für Metall- und Holzbearbeitung. 1910. (archive.org)
- Band 10: Motorfahrzeuge, Motorwagen, Motorboote, Motorluftschiffe, Flugmaschinen. 1910. (archive.org)[9]
- Band 11: Eisenhüttenwesen.
- Band 12: Wassertechnik, Lufttechnik, Kältetechnik. 1915.
- Band 13: Baukonstruktionen. 1919. (archive.org)
- Band 14: Faserrohstoffe. 1923, 1930.
- Band 15: Spinnerei und Gespinste. 1925.
- Band 16: Weberei und Gewebe. 1930.
- Band 17: Luftfahrt. 1932.